# Breux-sur-Avre
Breux-sur-Avre è un comune francese di 364 abitanti situato nel dipartimento dell'Eure nella regione della Normandia.
Nel territorio del comune scorre il fiume Avre, affluente della Eure.

## Società

### Evoluzione demografica
Abitanti censiti